# Roc del Pui (Alins)
El Roc del Pui és una muntanya de 1.400 metres que es troba al municipi d'Alins, a la comarca catalana del Pallars Sobirà.